# Archidiecezja Ibagué
Archidiecezja Ibagué (łac. Archidioecesis Ibaguensis, hisz. Arquidiócesis de Ibagué) – rzymskokatolicka archidiecezja ze stolicą w Ibagué, w Kolumbii. Arcybiskup Ibagué jest metropolitą metropolii Ibagué.
W 2004 na terenie diecezji pracowało 32 zakonników i 164 sióstr zakonnych.

## Sufraganie archidiecezji Ibagué
Sufraganiami archidiecezji Ibagué są diecezje:
- Espinal
- Florencia
- Garzón
- Líbano-Honda
- Neiva

oraz wikariat apostolski San Vicente-Puerto Leguízamo

## Historia
20 maja 1900 papież Leon XIII erygował diecezję Ibagué. Dotychczas wierni z tych terenów należeli do zlikwidowanej tego dnia diecezji Tolima.
18 marca 1957 z diecezji Ibagué odłączono południowe tereny tworząc diecezję Espinal.
14 grudnia 1974 papież Paweł VI podniósł diecezję Ibagué do rangi archidiecezji metropolitalnej.
8 lipca 1989 z arcybiskupstwa Ibagué odłączono północne tereny tworząc diecezję Líbano-Honda.

Mapa diecezji

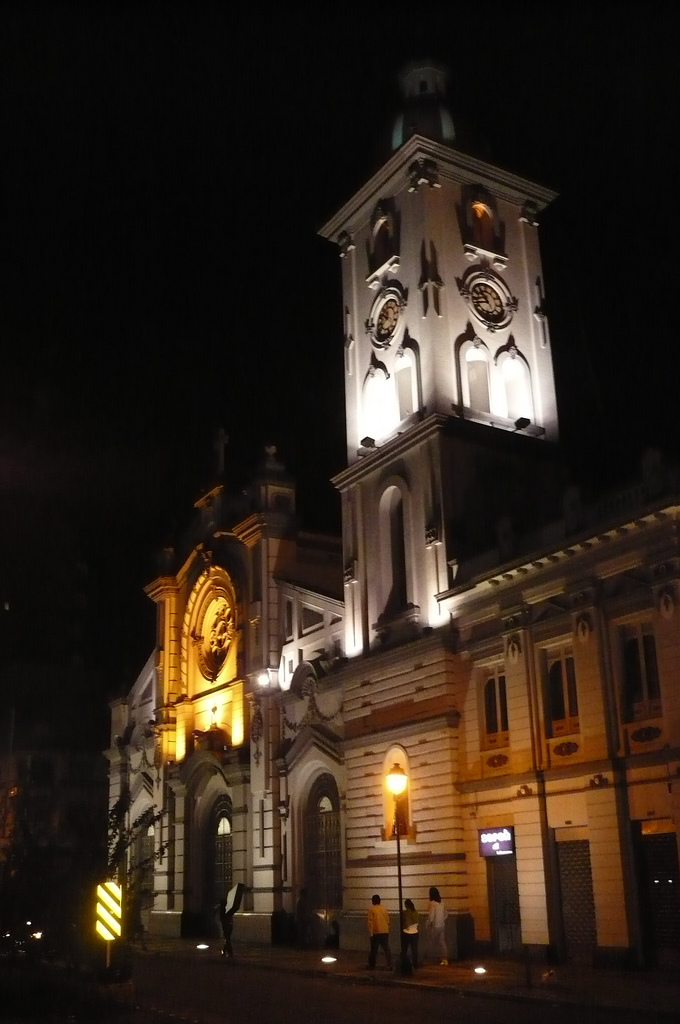
Katedra Niepokalanego Poczęcia NMP w Ibagué

## Biskupi i arcybiskupi Ibagué

### Biskupi Ibagué
- Ismael Perdomo Borrero (1903 - 1923) następnie mianowany koadiutorem arcybiskupa Bogoty
- Pedro Maria Rodríguez Andrade (1924 - 1957)
- Arturo Duque Villegas (1957 - 1959) następnie mianowany arcybiskupem Manizales
- Rubén Isaza Restrepo (1959 - 1964) następnie mianowany koadiutorem arcybiskupa Bogoty
- José Joaquín Flórez Hernández (1964 - 1974)

### Arcybiskupi Ibagué
- José Joaquín Flórez Hernández (1974 - 1993)
- Juan Francisco Sarasti Jaramillo CIM (1993 - 2002) następnie mianowany arcybiskupem Cali
- Flavio Calle Zapata (2003 - 2019)
- Orlando Roa Barbosa (od 2020)